# Scala di Mallampati

La scala di Mallampati.

La scala (o classificazione) di Mallampati è una classificazione usata in anestesia per predire la difficoltà di intubazione oro-tracheale, introdotta nel 1985 da Seshagiri Rao Mallampati.
La scala di Mallampati modificata è stata definita da Samsoon e Young nel 1987 e definisce 4 classi in base alle strutture anatomiche visualizzabili.
Essa è basata sulla distanza tra la base della lingua e il palato e valuta quindi lo spazio a disposizione per la procedura. Un punteggio più alto (3-4) è associato a una maggiore difficoltà nelle manovre di intubazione ed è associato a una più alta incidenza di apnee notturne.
Si tratta tuttavia di una valutazione rapida ma indiretta: la valutazione più attendibile relativamente alla correlazione tra visione clinica e difficoltà di intubazione è quella espressa sulla classificazione di Cormack-Lehane, che descrive ciò che si vede effettivamente alla laringoscopia diretta.

## Storia
Nel 1983, Mallampati pubblicò una lettera che descriveva una intubazione difficile in una paziente la cui bocca poteva aprirsi ampiamente, ma la cui lingua ostruiva la vista dell'istmo delle fauci e dell'ugola; ipotizzava che la dimensione della lingua fosse un fattore significativo nel prevedere l'uso difficile del laringoscopio, poiché una lingua grande avrebbe probabilmente ostruito l'orofaringe.
Nel 1985, insieme ai suoi colleghi, pubblicò un articolo sul Journal of the Canadian Anesthesia Society che raccoglieva 210 pazienti, studiando la correlazione tra la diminuzione della visualizzazione del palato molle, dell'istmo e dell'ugola e la sua associazione con la difficoltà dell'intubazione. Lo studio ha mostrato una correlazione inversa e Mallampati ha così proposto una classificazione in 3 gruppi per determinare la facilità di intubazione.

## Classificazione modificata
Il punteggio Mallampati viene valutato chiedendo al paziente (in posizione seduta) di aprire la bocca e protrudere la lingua il più possibile, visualizzando l'anatomia del cavo orale e in particolare l'ugola, i pilastri dell'istmo delle fauci e il palato molle.
- Classe I: palato molle, ugola e pilastri visibili.
- Classe II: palato molle e ugola visibili.
- Classe III: palato molle e base dell'ugola visibili.
- Classe IV: solo il palato duro è visibile.

## Significato clinico
Mentre le classi I e II sono associate a una relativamente facile intubazione, le classi III e IV sono associate a un aumento della difficoltà.
Una revisione sistematica di 42 studi, con 34.513 partecipanti, ha rilevato che la scala Mallampati è un buon predittore di intubazione difficile ma è inadeguato per predire l'uso della ventilazione con la maschera. Lo studio ha quindi concluso che, sebbene utile in combinazione con altri test per prevedere la difficoltà di gestione delle vie aeree, non è sufficientemente accurata da sola.
Scale multifattoriali come quella di El-Ganzouri sono più complete.